# Hovea
Genre
Hovea est un genre de plantes à fleurs dicotylédones de la famille des Fabaceae (légumineuses), sous-famille des Faboideae, originaire d'Australie, qui comprend une quarantaine d'espèces acceptées.
Ce sont des arbustes, des sous-arbrisseaux ou de petits arbres dont certaines espèces sont occasionnellement cultivées comme plantes ornementales. Les gousses et les graines sont comestibles, les feuilles de certaines espèces sont toxiques pour le bétail.

## Étymologie
Le nom générique, « Hovea », est un hommage à Anton Pantaleon Hove (vers 1780-vers 1820), botaniste polonais et collecteur de plantes pour les jardins botaniques de Kew.

## Liste d'espèces
Selon The Plant List (18 décembre 2018) :
- Hovea acanthoclada F.Muell.
- Hovea acutifolia G.Don
- Hovea angustissima I.Thomps.
- Hovea apiculata G.Don
- Hovea arnhemica J.H.Ross
- Hovea asperifolia I.Thomps.
- Hovea chorizemifolia DC.
- Hovea clavata I.Thomps.
- Hovea corrickiae J.H.Ross
- Hovea cymbiformis I.Thomps.
- Hovea densivellosa I.Thomps.
- Hovea elliptica (Sm.) DC.
- Hovea graniticola I.Thomps.
- Hovea heterophylla Hook.f.
- Hovea impressinerva I.Thomps.
- Hovea lanceolata Sims
- Hovea linearis (Sm.) R.Br.
- Hovea longifolia R.Br.
- Hovea longipes Benth.
- Hovea lorata I.Thomps.
- Hovea magnibractea I.Thomps.
- Hovea montana (Hook.f.) J.H.Ross
- Hovea nana I.Thomps. & J.H.Ross
- Hovea nitida I.Thomps.
- Hovea pannosa Hook.
- Hovea parvicalyx I.Thomps.
- Hovea pedunculata I.Thomps. & J.H.Ross
- Hovea planifolia (Domin) J.H.Ross
- Hovea pungens Benth.
- Hovea purpurea Sweet
- Hovea ramulosa Lindl.
- Hovea rosmarinifolia A.Cunn.
- Hovea similis I.Thomps.
- Hovea speciosa I.Thomps.
- Hovea stricta Meissner
- Hovea tasmanica I.Thomps. & J.H.Ross
- Hovea tholiformis I.Thomps.
- Hovea trisperma Benth.